# Torneo Clausura 2016 Liga de Nuevos Talentos
El Torneo Clausura 2016 de la Liga de Nuevos Talentos fue el 38° torneo corto que cerró la LXVI temporada de la Segunda División de México. Contó con la participación de 26 equipos, al término del torneo sí hubo descenso a la Tercera División de México. El Real Zamora, campeón de este torneo, se enfrentó a Correcaminos UAT, campeón del Torneo Apertura 2015, en la final por el ascenso.

## Sistema de competición
El sistema de competición de este torneo se desarrolla en dos fases:
- Fase de calificación: que se integra por las 13 jornadas del torneo.
- Fase final: que se integra por los partidos de ida y vuelta en rondas de cuartos de final, de semifinal y final.

### Fase de calificación
En la fase de calificación se observará el sistema de puntos. La ubicación en la tabla general está sujeta a lo siguiente:
- Por juego ganado se obtendrán tres puntos.(si el visitante gana por diferencia de 2 o más goles se lleva el punto extra)
- Por juego empatado se obtendrá un punto. (se juegan en penales el punto extra)
- Por juego perdido no se otorgan puntos.

En esta fase participan los 26 Clubes de la Liga de Nuevos Talentos jugando en cada grupo todos contra todos durante las jornadas respectivas, a un solo partido.
El orden de los clubes al final de la Fase de Calificación del torneo corresponderá a la suma de los puntos obtenidos por cada uno de ellos y se presentará en forma descendente. Si al finalizar las 13 jornadas del torneo, dos o más clubes estuviesen empatados en puntos, su posición en la Tabla general será determinada atendiendo a los siguientes criterios de desempate:
1. Mejor diferencia entre los goles anotados y recibidos.
2. Mayor número de goles anotados.
3. Marcadores particulares entre los Clubes empatados.
4. Mayor número de goles anotados como visitante.
5. Mejor ubicado en la Tabla general de cociente.
6. Tabla Fair Play.
7. Sorteo.

Para determinar los lugares que ocuparán los clubes que participen en la fase final del torneo se tomará como base la Tabla general de clasificación.
Participan automáticamente por el título de Campeón de la Liga de Nuevos Talentos los primeros 4 lugares de cada grupo (8 en total).

### Fase final
Los ocho clubes calificados para esta fase del torneo serán reubicados de acuerdo con el lugar que ocupen en la Tabla general al término de la jornada 13, con el puesto del número uno al club mejor clasificado, y así hasta el # 8. Los partidos a esta fase se desarrollarán a visita, en las siguientes etapas:
- Cuartos de final
- Semifinales
- Final

Los clubes vencedores en los partidos de cuartos de final y semifinal serán aquellos que en los dos juegos anoten el mayor número de goles. De existir empate en el número de goles anotados, la posición se definirá a favor del club con mayor cantidad de goles a favor cuando actúe como visitante.
Si una vez aplicado el criterio anterior los clubes siguieran empatados, se observará la posición de los clubes en la Tabla general de clasificación.
Los partidos correspondientes a la fase final se jugarán obligatoriamente los días miércoles y sábado, y jueves y domingo eligiendo, en su caso, exclusivamente en forma descendente, los cuatro Clubes mejor clasificados en la Tabla general al término de la jornada 15, el día y horario de su partido como local. Los siguientes cuatro Clubes podrán elegir únicamente el horario.
El Club vencedor de la Final y por lo tanto Campeón, será aquel que en los dos partidos anote el mayor número de goles. Si al término del tiempo reglamentario el partido está empatado, se agregarán dos tiempos extras de 15 minutos cada uno. De persistir el empate en estos periodos, se procederá a lanzar tiros penales hasta que resulte un vencedor.
Los partidos de Cuartos de final se jugarán de la siguiente manera:
En las Semifinales participarán los cuatro Clubes vencedores de Cuartos de final, reubicándolos del uno al cuatro, de acuerdo a su mejor posición en la Tabla general de clasificación al término de la jornada 15 del Torneo correspondiente, enfrentándose:
Disputarán el título de Campeón de los Torneos de Apertura 2015 y Clausura 2016 los dos clubes vencedores de la fase semifinal correspondiente, reubicándolos del uno al dos, de acuerdo a su mejor posición en la Tabla general de clasificación al término de las jornadas de cada torneo.

## Equipos participantes

### Equipos por Entidad Federativa
| Entidad Federativa | N.º | Equipos                                                                |
| ------------------ | --- | ---------------------------------------------------------------------- |
| Michoacán          | 5   | La Piedad, Real Zamora, Sahuayo, CDU Uruapan y Zorros de la UMSNH      |
| Estado de México   | 3   | Colibríes de Malinalco, Deportivo Chimalhuacán y Deportivo Gladiadores |
| Durango            | 2   | Calor y Llaneros de Guadalupe                                          |
| Hidalgo            | 2   | Garzas UAEH y Satélites                                                |
| Jalisco            | 2   | Académicos y Deportivo San Juan                                        |
| Morelos            | 2   | Cuautla y Selva Cañera                                                 |
| Aguascalientes     | 1   | Necaxa "B"                                                             |
| Colima             | 1   | Tecomán F.C.                                                           |
| Guanajuato         | 1   | Celaya "B"                                                             |
| Ciudad de México   | 1   | Sporting Canamy                                                        |
| Puebla             | 1   | Lobos Prepa                                                            |
| Quintana Roo       | 1   | Chetumal                                                               |
| San Luis Potosí    | 1   | Atlético San Luis "B"                                                  |
| Tamaulipas         | 1   | Correcaminos "B"                                                       |
| Veracruz           | 1   | Patriotas                                                              |
| Zacatecas          | 1   | Fresnillo                                                              |

### Información de los equipos participantes

#### Grupo 1
| Logo | Equipo                | Sede                             | Entrenador             | Estadio                                   | Filial de         |
| ---- | --------------------- | -------------------------------- | ---------------------- | ----------------------------------------- | ----------------- |
|      | Académicos de Atlas   | Pénjamo, Guanajuato              | Julio Estrada          | Alfredo "Pistache" Torres                 | Club Atlas        |
|      | Atlético San Luis "B" | San Luis Potosí, San Luis Potosí | Juan Manuel Gónzalez   | Antonio R. Márquez                        | Atlético San Luis |
|      | Club Calor            | Gómez Palacio, Durango           | Miguel Ángel Salais    | Unidad Deportiva Gómez Palacio            |                   |
|      | Correcaminos "B"      | Ciudad Victoria, Tamaulipas      | Ricardo Chávez Medrano | Eugenio Alvizo Porras                     | Correcaminos UAT  |
|      | Deportivo San Juan    | San Juan de los Lagos, Jalisco   | Adán Sahagún           | San Andrés                                |                   |
|      | La Piedad             | La Piedad, Michoacán             | Gerardo Ávila          | Juan N. López                             |                   |
|      | Llaneros de Guadalupe | Guadalupe Victoria, Durango      | Marco Larriba          | Municipal de Guadalupe Victoria           |                   |
|      | Mineros Fresnillo     | Fresnillo, Zacatecas             | Rubén Hernández        | Unidad Deportiva Minera Fresnillo         |                   |
|      | Necaxa "B"            | Aguascalientes, Aguascalientes   | Hugo Félix Saucedo     | Casa Club Necaxa                          | Club Necaxa       |
|      | Real Zamora           | Zamora, Michoacán                | Cristóbal Cubilla      | Unidad Deportiva El Chamizal              |                   |
|      | Sahuayo F.C.          | Sahuayo, Michoacán               | Carlos Torres          | Unidad Deportiva Francisco García Vilchis | Tigres UANL       |
|      | Tecomán F.C.          | Tecomán, Colima                  | Enrique López Martínez | Víctor E. Sevilla Torres                  |                   |
|      | C.D.U. Uruapan        | Uruapan, Michoacán               | José Roberto Muñoz     | U. Deportiva Hnos. López Rayón            |                   |

#### Grupo 2
| Logo | Equipo                       | Sede                           | Entrenador          | Estadio                      | Filial de           |
| ---- | ---------------------------- | ------------------------------ | ------------------- | ---------------------------- | ------------------- |
|      | Celaya "B"                   | Soria, Guanajuato              | Rafael Bautista     | Miguel Alemán Valdés         | Club Celaya         |
|      | Colibríes de Malinalco       | Malinalco, Estado de México    | Marco Antonio Trejo | La Loma                      | Alebrijes de Oaxaca |
|      | Cuautla                      | Cuautla, Morelos               | Héctor Vidal        | Isidro Gil Tapia             |                     |
|      | Deportivo Gladiadores        | Cuautitlán, Estado de México   | ?                   | Los Pinos                    |                     |
|      | Deportivo Nuevo Chimalhuacán | Chimalhuacán, Estado de México | Víctor Hugo Macedo  | Tepalcates                   |                     |
|      | F.C. Satélites               | Tulancingo de Bravo, Hidalgo   | Ángel Kamamoto      | Primero de Mayo              |                     |
|      | Lobos Prepa                  | Puebla, Puebla                 | Walter Paolella     | Olímpico de la BUAP          | Lobos BUAP          |
|      | Patriotas de Córdoba         | Córdoba, Veracruz              | Ignacio Morales     | Universidad Cristóbal Colón  |                     |
|      | Selva Cañera                 | Zacatepec, Morelos             | Mario Hernández     | Agustín Coruco Díaz          | Club Zacatepec      |
|      | Sporting Canamy              | México, D.F.                   | Juan Carlos Rico    | Momoxco                      |                     |
|      | Tigrillos de Chetumal        | Chetumal, Quintana Roo         | Mauricio Gómez      | 10 de Abril                  |                     |
|      | Garzas UAEH                  | Pachuca, Hidalgo               | Juan Gabriel Cruz   | Revolución Mexicana          | CF Pachuca          |
|      | Zorros de la UMSNH           | Morelia, Michoacán             | César Salazar       | Olímpico Venustiano Carranza |                     |

## Estadísticas

### Grupo 1
| Pos. | Equipo                | Pts. | PJ | G | E | P  | GF | GC | Dif. | Clasificación         |
| ---- | --------------------- | ---- | -- | - | - | -- | -- | -- | ---- | --------------------- |
| 1    | Real Zamora           | 29   | 12 | 8 | 3 | 1  | 28 | 9  | +19  | Liguilla de ascenso   |
| 2    | Sahuayo F.C.          | 25   | 12 | 7 | 3 | 2  | 27 | 14 | +13  | Liguilla de ascenso   |
| 3    | Académicos de Atlas   | 23   | 12 | 5 | 5 | 2  | 29 | 15 | +14  |                       |
| 4    | Atlético San Luis "B" | 22   | 12 | 6 | 2 | 4  | 32 | 24 | +8   | Liguilla de ascenso   |
| 5    | Mineros de Fresnillo  | 22   | 12 | 7 | 0 | 5  | 32 | 24 | +8   |                       |
| 6    | Necaxa "B"            | 22   | 12 | 6 | 3 | 3  | 23 | 18 | +5   |                       |
| 7    | C.D.U. Uruapan        | 20   | 12 | 4 | 6 | 2  | 23 | 12 | +11  |                       |
| 8    | La Piedad             | 18   | 12 | 4 | 4 | 4  | 20 | 21 | −1   | Liguilla de ascenso   |
| 9    | Correcaminos "B"      | 16   | 12 | 4 | 3 | 5  | 28 | 28 | 0    |                       |
| 10   | Club Calor            | 16   | 12 | 4 | 2 | 6  | 21 | 23 | −2   |                       |
| 11   | Tecomán F.C.          | 12   | 12 | 3 | 1 | 8  | 13 | 25 | −12  |                       |
| 12   | Deportivo San Juan    | 9    | 12 | 2 | 3 | 7  | 6  | 23 | −17  |                       |
| 13   | Llaneros de Guadalupe | 1    | 12 | 0 | 1 | 11 | 7  | 56 | −49  | Descenso de Categoría |

 Fuente: SoccerWay

### Grupo 2
| Pos. | Equipo                       | Pts. | PJ | G | E | P | GF | GC | Dif. | Clasificación       |
| ---- | ---------------------------- | ---- | -- | - | - | - | -- | -- | ---- | ------------------- |
| 1    | Sporting Canamy              | 25   | 12 | 6 | 4 | 2 | 22 | 10 | +12  | Liguilla de ascenso |
| 2    | Tigrillos de Chetumal        | 25   | 12 | 7 | 4 | 1 | 17 | 6  | +11  | Liguilla de ascenso |
| 3    | F.C. Satélites               | 25   | 12 | 7 | 2 | 3 | 13 | 8  | +5   | Liguilla de ascenso |
| 4    | Colibríes de Malinalco       | 23   | 12 | 5 | 6 | 1 | 28 | 15 | +13  | Liguilla de ascenso |
| 5    | Lobos Prepa                  | 22   | 12 | 7 | 0 | 5 | 21 | 26 | −5   |                     |
| 6    | Zorros de la UMSNH           | 17   | 12 | 5 | 1 | 6 | 26 | 22 | +4   |                     |
| 7    | Cuautla                      | 16   | 12 | 4 | 4 | 4 | 12 | 7  | +5   |                     |
| 8    | Garzas UAEH                  | 15   | 12 | 4 | 3 | 5 | 8  | 11 | −3   |                     |
| 9    | Deportivo Nuevo Chimalhuacán | 15   | 12 | 4 | 2 | 6 | 15 | 21 | −6   |                     |
| 10   | Patriotas de Córdoba         | 14   | 12 | 4 | 2 | 6 | 12 | 17 | −5   |                     |
| 11   | Selva Cañera                 | 14   | 12 | 3 | 4 | 5 | 15 | 21 | −6   |                     |
| 12   | Celaya "B"                   | 10   | 12 | 1 | 5 | 6 | 9  | 22 | −13  |                     |
| 13   | Deportivo Gladiadores        | 8    | 12 | 2 | 1 | 9 | 16 | 38 | −22  |                     |

 Fuente: SoccerWay

### Tabla general
| Pos. | Equipo                       | Pts. | PJ | G | E | P  | GF | GC | Dif. | Clasificación         |
| ---- | ---------------------------- | ---- | -- | - | - | -- | -- | -- | ---- | --------------------- |
| 1    | Real Zamora                  | 29   | 12 | 8 | 3 | 1  | 28 | 9  | +19  | Liguilla de ascenso   |
| 2    | Sahuayo F.C.                 | 25   | 12 | 7 | 3 | 2  | 27 | 14 | +13  | Liguilla de ascenso   |
| 3    | Sporting Canamy              | 25   | 12 | 6 | 4 | 2  | 22 | 10 | +12  | Liguilla de ascenso   |
| 4    | Tigrillos de Chetumal        | 25   | 12 | 7 | 4 | 1  | 17 | 6  | +11  | Liguilla de ascenso   |
| 5    | F.C. Satélites               | 25   | 12 | 7 | 2 | 3  | 13 | 8  | +5   | Liguilla de ascenso   |
| 6    | Académicos de Atlas          | 23   | 12 | 5 | 5 | 2  | 29 | 15 | +14  |                       |
| 7    | Colibríes de Malinalco       | 23   | 12 | 5 | 6 | 1  | 28 | 15 | +13  | Liguilla de ascenso   |
| 8    | Atlético San Luis "B"        | 22   | 12 | 6 | 2 | 4  | 32 | 24 | +8   | Liguilla de ascenso   |
| 9    | Mineros de Fresnillo         | 22   | 12 | 7 | 0 | 5  | 32 | 24 | +8   |                       |
| 10   | Necaxa "B"                   | 22   | 12 | 6 | 3 | 3  | 23 | 18 | +5   |                       |
| 11   | Lobos Prepa                  | 22   | 12 | 7 | 0 | 5  | 21 | 26 | −5   |                       |
| 12   | C.D.U. Uruapan               | 20   | 12 | 4 | 6 | 2  | 23 | 12 | +11  |                       |
| 13   | La Piedad                    | 18   | 12 | 4 | 4 | 4  | 20 | 21 | −1   | Liguilla de ascenso   |
| 14   | Zorros de la UMSNH           | 17   | 12 | 5 | 1 | 6  | 26 | 22 | +4   |                       |
| 15   | Cuautla                      | 16   | 12 | 4 | 4 | 4  | 12 | 7  | +5   |                       |
| 16   | Correcaminos "B"             | 16   | 12 | 4 | 3 | 5  | 28 | 28 | 0    |                       |
| 17   | Club Calor                   | 16   | 12 | 4 | 2 | 6  | 21 | 23 | −2   |                       |
| 18   | Garzas UAEH                  | 15   | 12 | 4 | 3 | 5  | 8  | 11 | −3   |                       |
| 19   | Deportivo Nuevo Chimalhuacán | 15   | 12 | 4 | 2 | 6  | 15 | 21 | −6   |                       |
| 20   | Patriotas de Córdoba         | 14   | 12 | 4 | 2 | 6  | 12 | 17 | −5   |                       |
| 21   | Selva Cañera                 | 14   | 12 | 3 | 4 | 5  | 15 | 21 | −6   |                       |
| 22   | Tecomán F.C.                 | 12   | 12 | 3 | 1 | 8  | 13 | 25 | −12  |                       |
| 23   | Celaya "B"                   | 10   | 12 | 1 | 5 | 6  | 9  | 22 | −13  |                       |
| 24   | Deportivo San Juan           | 9    | 12 | 2 | 3 | 7  | 6  | 23 | −17  |                       |
| 25   | Deportivo Gladiadores        | 8    | 12 | 2 | 1 | 9  | 16 | 38 | −22  |                       |
| 26   | Llaneros de Guadalupe        | 1    | 12 | 0 | 1 | 11 | 7  | 56 | −49  | Descenso de Categoría |

 Fuente: SoccerWay

### Goleadores
| Julián Duarte Castelo                   | Atlético San Luis      | 13 |
| Gustavo Adolfo Lozano                   | Sahuayo                | 11 |
| Ramsés Rodríguez                        | Académicos             | 11 |
| Alfonso Torres Ballín                   | Mineros                | 10 |
| Edgar Quintana Crespo                   | Colibríes              | 10 |
| Jesús Antonio Álvarez                   | Lobos Prepa            | 9  |
| Armando Enrique Arce                    | UAT                    | 9  |
| Michel Hernández                        | Universidad Michoacana | 9  |
| Adrián Ayala                            | Colibríes              | 9  |
| Última actualización: 1 de mayo de 2016 |                        |    |

| Jugador              | Equipo    | Autogoles |
| -------------------- | --------- | --------- |
| Francisco Valenzuela | UAT       | 1         |
| Norman Urbano        | Satélites | 1         |

## Torneo Regular

### Jornada 1
| Atlético San Luis B | 2 - 2    | La Piedad          | Antonio R. Márquez                 | 8 de enero  | 20:00      |
| Correcaminos "B"    | 1 - 1    | Deportivo San Juan | Eugenio Alvizo Porras              | 9 de enero  | 10:00      |
| Calor               | 1 - 0    | Necaxa B           | Unidad Deportiva Gómez Palacio     | 9 de enero  | 16:00      |
| Mineros Fresnillo   | 6 - 2    | Llaneros           | Unidad Deportiva Minera Fresnillo  | 9 de enero  | 19:00      |
| Tecomán             | 0 - 2    | Real Zamora        | Víctor E. Sevilla Torres           | 10 de enero | 12:00      |
| Uruapan             | 0 - 0    | Sahuayo            | Unidad Deportiva Hnos. López Rayón | 10 de enero | 16:00      |
| DESCANSO            | DESCANSO | DESCANSO           | Académicos                         | Académicos  | Académicos |

| Garzas UAEH  | 0 - 1    | Lobos Prepa                  | Revolución Mexicana   | 8 de enero  | 12:00    |
| Colibríes    | 1 - 1    | Cuautla                      | La Loma               | 9 de enero  | 16:00    |
| Patriotas    | 3 - 1    | Gladiadores                  | UVM Campus Villa Rica | 9 de enero  | 16:00    |
| Zorros UMSNH | 1 - 2    | Sporting Canamy              | Venustiano Carranza   | 9 de enero  | 19:00    |
| Celaya B     | 0 - 1    | Satélites                    | Miguel Alemán Valdés  | 10 de enero | 12:00    |
| Selva Cañera | 2 - 0    | Deportivo Nuevo Chimalhuacán | Agustín Coruco Díaz   | 10 de enero | 16:00    |
| DESCANSO     | DESCANSO | DESCANSO                     | Chetumal              | Chetumal    | Chetumal |

### Jornada 2
| Real Zamora         | 0 - 0    | Uruapan           | Unidad Deportiva El Chamizal         | 15 de enero | 20:00   |
| Atlético San Luis B | 5 - 1    | Correcaminos "B"  | Antonio R. Márquez                   | 15 de enero | 20:00   |
| Necaxa B            | 5 - 2    | Mineros Fresnillo | Casa Club Necaxa                     | 16 de enero | 11:00   |
| Sahuayo             | 2 - 1    | Calor             | Unidad Deportiva Francisco García V. | 16 de enero | 16:00   |
| Llaneros            | 0 - 3    | La Piedad         | Municipal de Guadalupe Victoria      | 17 de enero | 16:00   |
| Deportivo San Juan  | 0 - 0    | Académicos        | San Andrés                           | 17 de enero | 16:00   |
| DESCANSO            | DESCANSO | DESCANSO          | Tecomán                              | Tecomán     | Tecomán |

| Lobos Prepa                  | 1 - 3    | Celaya B     | Olímpico de la BUAP | 15 de enero | 10:00       |
| Sporting Canamy              | 1 - 1    | Colibríes    | Momoxco             | 16 de enero | 15:00       |
| Cuautla                      | 0 - 0    | Selva Cañera | Isidro Gil Tapia    | 16 de enero | 15:30       |
| Deportivo Nuevo Chimalhuacán | 3 - 1    | Patriotas    | Tepalcates          | 16 de enero | 16:00       |
| Chetumal                     | 1 - 1    | Garzas UAEH  | 10 de Abril         | 16 de enero | 19:00       |
| Satélites                    | 1 - 0    | Zorros UMSNH | Primero de Mayo     | 17 de enero | 12:00       |
| DESCANSO                     | DESCANSO | DESCANSO     | Gladiadores         | Gladiadores | Gladiadores |

### Jornada 3
| Correcaminos "B"  | 8 - 1    | Llaneros            | Eugenio Alvizo Porras              | 23 de enero        | 10:00              |
| Académicos        | 3 - 1    | Atlético San Luis B | Alfredo "Pistache" Torres          | 23 de enero        | 16:00              |
| Calor             | 1 - 3    | Real Zamora         | Unidad Deportiva Gómez Palacio     | 23 de enero        | 16:00              |
| Mineros Fresnillo | 1 - 0    | Sahuayo             | Unidad Deportiva Minera Fresnillo  | 23 de enero        | 19:00              |
| La Piedad         | 2 - 3    | Necaxa B            | Juan N. López                      | 24 de enero        | 15:00              |
| Uruapan           | 0 - 1    | Tecomán             | Unidad Deportiva Hnos. López Rayón | 24 de enero        | 16:00              |
| DESCANSO          | DESCANSO | DESCANSO            | Deportivo San Juan                 | Deportivo San Juan | Deportivo San Juan |

| Garzas UAEH  | 1 - 0    | Gladiadores     | Revolución Mexicana          | 22 de enero                  | 12:00                        |
| Patriotas    | 1 - 0    | Cuautla         | UVM Campus Villa Rica        | 23 de enero                  | 16:00                        |
| Zorros UMSNH | 2 - 3    | Lobos Prepa     | Venustiano Carranza          | 23 de enero                  | 19:00                        |
| Celaya B     | 1 - 1    | Chetumal        | Miguel Alemán Valdés         | 24 de enero                  | 12:00                        |
| Satélites    | 1 - 1    | Sporting Canamy | Primero de Mayo              | 24 de enero                  | 12:00                        |
| Selva Cañera | 1 - 1    | Colibríes       | Agustín Coruco Díaz          | 24 de enero                  | 15:00                        |
| DESCANSO     | DESCANSO | DESCANSO        | Deportivo Nuevo Chimalhuacán | Deportivo Nuevo Chimalhuacán | Deportivo Nuevo Chimalhuacán |

### Jornada 4
| Atlético San Luis B | 3 - 0    | Deportivo San Juan | Antonio R. Márquez                   | 29 de enero | 20:00   |
| Real Zamora         | 3 - 2    | Mineros Fresnillo  | Unidad Deportiva El Chamizal         | 29 de enero | 20:00   |
| Necaxa B            | 3 - 3    | Correcaminos "B"   | Casa Club Necaxa                     | 30 de enero | 11:00   |
| Sahuayo             | 1 - 1    | La Piedad          | Unidad Deportiva Francisco García V. | 30 de enero | 16:00   |
| Llaneros            | 0 - 9    | Académicos         | Municipal de Guadalupe Victoria      | 31 de enero | 16:00   |
| Tecomán             | 0 - 2    | Calor              | Víctor E. Sevilla Torres             | 31 de enero | 16:00   |
| DESCANSA            | DESCANSA | DESCANSA           | Uruapan                              | Uruapan     | Uruapan |

| Lobos Prepa                  | 2 - 1    | Satélites    | Olímpico de la BUAP | 29 de enero | 10:00   |
| Sporting Canamy              | 3 - 0    | Selva Cañera | Momoxco             | 30 de enero | 15:00   |
| Colibríes                    | 4 - 1    | Patriotas    | La Loma             | 30 de enero | 16:00   |
| Deportivo Nuevo Chimalhuacán | 2 - 0    | Garzas UAEH  | Tepalcates          | 30 de enero | 16:00   |
| Chetumal                     | 4 - 1    | Zorros UMSNH | 10 de Abril         | 30 de enero | 19:00   |
| Gladiadores                  | 2 - 1    | Celaya B     | Los Pinos           | 31 de enero | 16:00   |
| DESCANSO                     | DESCANSO | DESCANSO     | Cuautla             | Cuautla     | Cuautla |

### Jornada 5
| Correcaminos "B"   | 4 - 3    | Sahuayo     | Eugenio Alvizo Porras             | 6 de febrero        | 10:00               |
| Calor              | 1 - 0    | Uruapan     | Unidad Deportiva Gómez Palacio    | 6 de febrero        | 16:00               |
| Académicos         | 1 - 1    | Necaxa B    | Alfredo "Pistache" Torres         | 6 de febrero        | 16:00               |
| Mineros Fresnillo  | 3 - 1    | Tecomán     | Unidad Deportiva Minera Fresnillo | 6 de febrero        | 19:00               |
| La Piedad          | 1 - 0    | Real Zamora | Juan N. López                     | 7 de febrero        | 15:00               |
| Deportivo San Juan | 1 - 0    | Llaneros    | San Andrés                        | 7 de febrero        | 16:00               |
| DESCANSO           | DESCANSO | DESCANSO    | Atlético San Luis B               | Atlético San Luis B | Atlético San Luis B |

| Lobos Prepa  | 0 - 2    | Sporting Canamy              | Olímpico de la BUAP   | 5 de febrero | 10:00     |
| Garzas UAEH  | 1 - 0    | Cuautla                      | Revolución Mexicana   | 5 de febrero | 12:00     |
| Patriotas    | 2 - 0    | Selva Cañera                 | UVM Campus Villa Rica | 6 de febrero | 16:00     |
| Celaya B     | 1 - 1    | Deportivo Nuevo Chimalhuacán | Miguel Alemán Valdés  | 7 de febrero | 12:00     |
| Satélites    | 0 - 1    | Chetumal                     | Primero de Mayo       | 7 de febrero | 12:00     |
| Zorros UMSNH | 6 - 1    | Gladiadores                  | Venustiano Carranza   | 7 de febrero | 15:30     |
| DESCANSO     | DESCANSO | DESCANSO                     | Colibríes             | Colibríes    | Colibríes |

### Jornada 6
| Real Zamora | 1 - 0    | Correcaminos "B"    | Unidad Deportiva El Chamizal         | 12 de febrero | 20:00 |
| Necaxa B    | 1 - 0    | Deportivo San Juan  | Casa Club Necaxa                     | 13 de febrero | 11:00 |
| Sahuayo     | 2 - 1    | Académicos          | Unidad Deportiva Francisco García V. | 13 de febrero | 16:00 |
| Uruapan     | 5 - 1    | Mineros Fresnillo   | Unidad Deportiva Hnos. López Rayón   | 14 de febrero | 16:00 |
| Tecomán     | 0 - 1    | La Piedad           | Víctor E. Sevilla Torres             | 14 de febrero | 16:00 |
| Llaneros    | 0 - 3    | Atlético San Luis B | Municipal de Guadalupe Victoria      | 14 de febrero | 16:00 |
| DESCANSO    | DESCANSO | DESCANSO            | Calor                                | Calor         | Calor |

| Sporting Canamy              | 3 - 1    | Patriotas    | Momoxco          | 13 de febrero | 15:00        |
| Colibríes                    | 3 - 1    | Garzas UAEH  | La Loma          | 13 de febrero | 15:00        |
| Cuautla                      | 3 - 0    | Celaya B     | Isidro Gil Tapia | 13 de febrero | 15:30        |
| Deportivo Nuevo Chimalhuacán | 4 - 0    | Zorros UMSNH | Tepalcates       | 13 de febrero | 16:00        |
| Chetumal                     | 1 - 0    | Lobos Prepa  | 10 de Abril      | 13 de febrero | 19:00        |
| Gladiadores                  | 0 - 2    | Satélites    | Los Pinos        | 14 de febrero | 16:00        |
| DESCANSO                     | DESCANSO | DESCANSO     | Selva Cañera     | Selva Cañera  | Selva Cañera |

### Jornada 7
| Atlético San Luis B | 2 - 3    | Necaxa B    | Antonio R. Márquez                | 19 de febrero | 20:00    |
| Correcaminos "B"    | 2 - 2    | Tecomán     | Eugenio Alvizo Porras             | 20 de febrero | 10:00    |
| Académicos          | 1 - 1    | Real Zamora | Alfredo "Pistache" Torres         | 20 de febrero | 16:00    |
| Mineros Fresnillo   | 2 - 1    | Calor       | Unidad Deportiva Minera Fresnillo | 20 de febrero | 19:00    |
| La Piedad           | 1 - 1    | Uruapan     | Juan N. López                     | 21 de febrero | 15:00    |
| Deportivo San Juan  | 0 - 1    | Sahuayo     | San Andrés                        | 21 de febrero | 16:00    |
| DESCANSO            | DESCANSO | DESCANSO    | Llaneros                          | Llaneros      | Llaneros |

| Garzas UAEH  | 0 - 2    | Selva Cañera                 | Revolución Mexicana  | 19 de febrero | 12:00     |
| Lobos Prepa  | 5 - 1    | Gladiadores                  | Olímpico de la BUAP  | 20 de febrero | 11:00     |
| Chetumal     | 0 - 0    | Sporting Canamy              | 10 de Abril          | 20 de febrero | 19:00     |
| Celaya B     | 0 - 0    | Colibríes                    | Miguel Alemán Valdés | 21 de febrero | 12:00     |
| Satélites    | 1 - 0    | Deportivo Nuevo Chimalhuacán | Primero de Mayo      | 21 de febrero | 12:00     |
| Zorros UMSNH | 2 - 1    | Cuautla                      | Venustiano Carranza  | 21 de febrero | 15:30     |
| DESCANSO     | DESCANSO | DESCANSO                     | Patriotas            | Patriotas     | Patriotas |

### Jornada 8
| Real Zamora | 3 - 0    | Deportivo San Juan  | Unidad Deportiva El Chamizal         | 26 de febrero     | 20:00             |
| Necaxa B    | 4 - 0    | Llaneros            | Casa Club Necaxa                     | 27 de febrero     | 11:00             |
| Calor       | 3 - 4    | La Piedad           | Unidad Deportiva Gómez Palacio       | 27 de febrero     | 16:00             |
| Sahuayo     | 4 - 3    | Atlético San Luis B | Unidad Deportiva Francisco García V. | 27 de febrero     | 16:00             |
| Uruapan     | 3 - 1    | Correcaminos "B"    | Unidad Deportiva Hnos. López Rayón   | 28 de febrero     | 16:00             |
| Tecomán     | 3 - 2    | Académicos          | Víctor E. Sevilla Torres             | 28 de febrero     | 16:00             |
| DESCANSO    | DESCANSO | DESCANSO            | Mineros Fresnillo                    | Mineros Fresnillo | Mineros Fresnillo |

| Colibríes                    | 3 - 3    | Zorros UMSNH | La Loma               | 27 de febrero   | 15:00           |
| Cuautla                      | 0 - 0    | Satélites    | Isidro Gil Tapia      | 27 de febrero   | 15:30           |
| Deportivo Nuevo Chimalhuacán | 0 - 2    | Lobos Prepa  | Tepalcates            | 27 de febrero   | 16:00           |
| Patriotas                    | 0 - 0    | Garzas UAEH  | UVM Campus Villa Rica | 27 de febrero   | 16:00           |
| Selva Cañera                 | 2 - 2    | Celaya B     | Agustín Coruco Díaz   | 28 de febrero   | 16:00           |
| Gladiadores                  | 2 - 3    | Chetumal     | Los Pinos             | 28 de febrero   | 16:00           |
| DESCANSO                     | DESCANSO | DESCANSO     | Sporting Canamy       | Sporting Canamy | Sporting Canamy |

### Jornada 9
| Atlético San Luis B | 1 - 2    | Real Zamora       | Antonio R. Márquez              | 4 de marzo | 20:00    |
| Correcaminos "B"    | 3 - 2    | Calor             | Eugenio Alvizo Porras           | 5 de marzo | 10:00    |
| Académicos          | 2 - 2    | Uruapan           | Alfredo "Pistache" Torres       | 5 de marzo | 16:00    |
| La Piedad           | 0 - 2    | Mineros Fresnillo | Juan N. López                   | 6 de marzo | 15:00    |
| Deportivo San Juan  | 2 - 1    | Tecomán           | San Andrés                      | 6 de marzo | 16:00    |
| Llaneros            | 0 - 4    | Sahuayo           | Municipal de Guadalupe Victoria | 6 de marzo | 16:00    |
| DESCANSO            | DESCANSO | DESCANSO          | Necaxa B                        | Necaxa B   | Necaxa B |

| Lobos Prepa  | 2 - 1    | Cuautla                      | Olímpico de la BUAP  | 5 de marzo  | 11:00       |
| Chetumal     | 4 - 0    | Deportivo Nuevo Chimalhuacán | 10 de Abril          | 5 de marzo  | 19:00       |
| Satélites    | 0 - 2    | Colibríes                    | Primero de Mayo      | 6 de marzo  | 12:00       |
| Celaya B     | 0 - 0    | Patriotas                    | Miguel Alemán Valdés | 6 de marzo  | 12:00       |
| Zorros UMSNH | 2 - 1    | Selva Cañera                 | Venustiano Carranza  | 6 de marzo  | 15:30       |
| Gladiadores  | 3 - 2    | Sporting Canamy              | Los Pinos            | 6 de marzo  | 16:00       |
| DESCANSO     | DESCANSO | DESCANSO                     | Garzas UAEH          | Garzas UAEH | Garzas UAEH |

### Jornada 10
| Real Zamora       | 9 - 0    | Llaneros            | Unidad Deportiva El Chamizal         | 11 de marzo | 20:00     |
| Calor             | 2 - 2    | Académicos          | Unidad Deportiva Gómez Palacio       | 12 de marzo | 16:00     |
| Sahuayo           | 2 - 1    | Necaxa B            | Unidad Deportiva Francisco García V. | 12 de marzo | 16:00     |
| Mineros Fresnillo | 3 - 1    | Correcaminos "B"    | Unidad Deportiva Minera Fresnillo    | 12 de marzo | 19:00     |
| Uruapan           | 4 - 0    | Deportivo San Juan  | Unidad Deportiva Hnos. López Rayón   | 13 de marzo | 16:00     |
| Tecomán           | 1 - 2    | Atlético San Luis B | Víctor E. Sevilla Torres             | 13 de marzo | 16:00     |
| DESCANSO          | DESCANSO | DESCANSO            | La Piedad                            | La Piedad   | La Piedad |

| Sporting Canamy              | 1 - 1    | Garzas UAEH  | Momoxco               | 12 de marzo | 15:00    |
| Colibríes                    | 2 - 0    | Lobos Prepa  | La Loma               | 12 de marzo | 15:00    |
| Cuautla                      | 0 - 0    | Chetumal     | Isidro Gil Tapia      | 12 de marzo | 15:30    |
| Deportivo Nuevo Chimalhuacán | 1 - 0    | Gladiadores  | Tepalcates            | 12 de marzo | 16:00    |
| Patriotas                    | 0 - 2    | Zorros UMSNH | UVM Campus Villa Rica | 12 de marzo | 16:00    |
| Selva Cañera                 | 1 - 3    | Satélites    | Agustín Coruco Díaz   | 13 de marzo | 16:00    |
| DESCANSO                     | DESCANSO | DESCANSO     | Celaya B              | Celaya B    | Celaya B |

### Jornada 11
| Atlético San Luis B | 3 - 3    | Uruapan           | Antonio R. Márquez              | 18 de marzo | 20:00   |
| Correcaminos "B"    | 4 - 2    | La Piedad         | Eugenio Alvizo Porras           | 19 de marzo | 10:00   |
| Necaxa B            | 2 - 3    | Real Zamora       | Casa Club Necaxa                | 19 de marzo | 11:00   |
| Académicos          | 3 - 2    | Mineros Fresnillo | Alfredo "Pistache" Torres       | 19 de marzo | 16:00   |
| Deportivo San Juan  | 0 - 1    | Calor             | San Andrés                      | 19 de marzo | 16:00   |
| Llaneros            | 1 - 3    | Tecomán           | Municipal de Guadalupe Victoria | 20 de marzo | 16:00   |
| DESCANSO            | DESCANSO | DESCANSO          | Sahuayo                         | Sahuayo     | Sahuayo |

| Lobos Prepa                  | 4 - 1    | Selva Cañera    | Olímpico de la BUAP  | 19 de marzo  | 12:00        |
| Deportivo Nuevo Chimalhuacán | 0 - 4    | Sporting Canamy | Tepalcates           | 19 de marzo  | 16:00        |
| Chetumal                     | 1 - 0    | Colibríes       | 10 de Abril          | 19 de marzo  | 19:00        |
| Celaya B                     | 0 - 1    | Garzas UAEH     | Miguel Alemán Valdés | 20 de marzo  | 12:00        |
| Satélites                    | 2 - 1    | Patriotas       | Primero de Mayo      | 20 de marzo  | 12:00        |
| Gladiadores                  | 0 - 3    | Cuautla         | Los Pinos            | 20 de marzo  | 16:00        |
| DESCANSO                     | DESCANSO | DESCANSO        | Zorros UMSNH         | Zorros UMSNH | Zorros UMSNH |

### Jornada 12
| Real Zamora       | 1 - 1    | Sahuayo             | Unidad Deportiva El Chamizal       | 25 de marzo      | 20:00            |
| Calor             | 3 - 4    | Atlético San Luis B | Unidad Deportiva Gómez Palacio     | 26 de marzo      | 16:00            |
| Mineros Fresnillo | 6 - 0    | Deportivo San Juan  | Unidad Deportiva Minera Fresnillo  | 26 de marzo      | 19:00            |
| La Piedad         | 1 - 3    | Académicos          | Juan N. López                      | 27 de marzo      | 15:00            |
| Uruapan           | 3 - 0    | Llaneros            | Unidad Deportiva Hnos. López Rayón | 27 de marzo      | 16:00            |
| Tecomán           | 0 - 1    | Necaxa B            | Víctor E. Sevilla Torres           | 27 de marzo      | 16:00            |
| DESCANSO          | DESCANSO | DESCANSO            | Correcaminos "B"                   | Correcaminos "B" | Correcaminos "B" |

| Garzas UAEH  | 2 - 0    | Zorros UMSNH                 | Revolución Mexicana   | 25 de marzo | 12:00     |
| Colibríes    | 7 - 2    | Gladiadores                  | La Loma               | 26 de marzo | 15:00     |
| Cuautla      | 2 - 0    | Deportivo Nuevo Chimalhuacán | Isidro Gil Tapia      | 26 de marzo | 15:30     |
| Patriotas    | 2 - 1    | Lobos Prepa                  | UVM Campus Villa Rica | 26 de marzo | 16:00     |
| Celaya B     | 1 - 3    | Sporting Canamy              | Miguel Alemán Valdés  | 27 de marzo | 12:00     |
| Selva Cañera | 1 - 0    | Chetumal                     | Agustín Coruco Díaz   | 27 de marzo | 16:00     |
| DESCANSO     | DESCANSO | DESCANSO                     | Satélites             | Satélites   | Satélites |

### Jornada 13
| Atlético San Luis B | 3 - 2    | Mineros Fresnillo | Antonio R. Márquez                   | 1 de abril  | 20:00       |
| Necaxa B            | 2 - 2    | Uruapan           | Casa Club Necaxa                     | 2 de abril  | 11:00       |
| Académicos          | 2 - 0    | Correcaminos "B"  | Alfredo "Pistache" Torres            | 2 de abril  | 16:00       |
| Sahuayo             | 7 - 1    | Tecomán           | Unidad Deportiva Francisco García V. | 2 de abril  | 16:00       |
| Deportivo San Juan  | 2 - 2    | La Piedad         | San Andrés                           | 3 de abril  | 16:00       |
| Llaneros            | 3 - 3    | Calor             | Municipal de Guadalupe Victoria      | 3 de abril  | 16:00       |
| DESCANSO            | DESCANSO | DESCANSO          | Real Zamora                          | Real Zamora | Real Zamora |

| Sporting Canamy              | 0 - 1    | Cuautla      | Momoxco            | 2 de abril  | 15:00       |
| Deportivo Nuevo Chimalhuacán | 4 - 4    | Colibríes    | Tepalcates         | 2 de abril  | 16:00       |
| Chetumal                     | 1 - 0    | Patriotas    | 10 de Abril        | 2 de abril  | 19:00       |
| Satélites                    | 1 - 0    | Garzas UAEH  | Primero de Mayo    | 3 de abril  | 12:00       |
| Zorros UMSNH                 | 7 - 0    | Celaya B     | Venustiano Caranza | 3 de abril  | 15:30       |
| Gladiadores                  | 4 - 4    | Selva Cañera | Los Pinos          | 3 de abril  | 16:00       |
| DESCANSO                     | DESCANSO | DESCANSO     | Lobos Prepa        | Lobos Prepa | Lobos Prepa |

## Tabla de promedios
| Posición | Equipo                          | Puntos | Juegos | Cociente |
| -------- | ------------------------------- | ------ | ------ | -------- |
| 1        | Real Zamora                     | 55     | 24     | 2.291    |
| 2        | Satélites                       | 53     | 24     | 2.208    |
| 3        | Uruapan                         | 49     | 24     | 2.041    |
| 4        | Sporting Canamy                 | 47     | 24     | 1.958    |
| 5        | Chetumal                        | 46     | 24     | 1.916    |
| 6        | Sahuayo                         | 45     | 24     | 1.875    |
| 7        | Mineros                         | 45     | 24     | 1.875    |
| 8        | Académicos                      | 45     | 24     | 1.875    |
| 9        | Lobos Prepa                     | 43     | 24     | 1.791    |
| 10       | Cuautla                         | 42     | 24     | 1.750    |
| 11       | Correcaminos "B"                | 42     | 24     | 1.750    |
| 12       | Colibríes                       | 42     | 24     | 1.750    |
| 13       | Atlético San Luis               | 42     | 24     | 1.750    |
| 14       | Necaxa                          | 38     | 24     | 1.583    |
| 15       | Deportivo Nuevo Chimalhuacán    | 34     | 24     | 1.500    |
| 16       | Selva Cañera                    | 32     | 24     | 1.333    |
| 17       | Patriotas                       | 32     | 24     | 1.333    |
| 18       | Deportivo Gladiadores           | 32     | 24     | 1.333    |
| 19       | La Piedad                       | 32     | 24     | 1.333    |
| 20       | Universidad Michoacana          | 23     | 24     | 0.958    |
| 21       | Calor                           | 22     | 24     | 0.916    |
| 22       | Tecomán                         | 21     | 23     | 0.913    |
| 23       | Celaya "B"                      | 19     | 24     | 0.791    |
| 24       | Deportivo San Juan              | 18     | 24     | 0.750    |
| 25       | Universidad Autónoma de Hidalgo | 18     | 24     | 0.750    |
| 26       | Llaneros                        | 9      | 23     | 0.391    |

     Desciende a la Tercera División.

## Liguilla
|  | Cuartos de final                              | Cuartos de final                              | Cuartos de final                              |   |             | Semifinales                          | Semifinales                          | Semifinales                          |  |  | Final                                | Final                                | Final                                |
|  | 8, 9, y 10 de abril (Ida) 16 de abril(Vuelta) | 8, 9, y 10 de abril (Ida) 16 de abril(Vuelta) | 8, 9, y 10 de abril (Ida) 16 de abril(Vuelta) |   |             | 20 de abril(Ida) 23 de abril(Vuelta) | 20 de abril(Ida) 23 de abril(Vuelta) | 20 de abril(Ida) 23 de abril(Vuelta) |  |  | 28 de abril (Ida) 1 de mayo (Vuelta) | 28 de abril (Ida) 1 de mayo (Vuelta) | 28 de abril (Ida) 1 de mayo (Vuelta) |
|  |                                               |                                               |                                               |   |             |                                      |                                      |                                      |  |  |                                      |                                      |                                      |
|  | Real Zamora                                   | 2                                             | 3                                             |   |             |                                      |                                      |                                      |  |  |                                      |                                      |                                      |
|  | La Piedad                                     | 1                                             | 0                                             |   |             |                                      |                                      |                                      |  |  |                                      |                                      |                                      |
|  | La Piedad                                     | 1                                             | 0                                             |   | Real Zamora | 3                                    | 3                                    |                                      |  |  |                                      |                                      |                                      |
|  |                                               |                                               |                                               |   | Real Zamora | 3                                    | 3                                    |                                      |  |  |                                      |                                      |                                      |
|  |                                               | Satélites                                     | 1                                             | 3 |             |                                      |                                      |                                      |  |  |                                      |                                      |                                      |
|  | Chetumal                                      | Satélites                                     | 1                                             | 3 | 0           | 2                                    |                                      |                                      |  |  |                                      |                                      |                                      |
|  | Chetumal                                      |                                               |                                               |   | 0           | 2                                    |                                      |                                      |  |  |                                      |                                      |                                      |
|  | Satélites                                     | 1                                             | 1                                             |   |             |                                      |                                      |                                      |  |  |                                      |                                      |                                      |
|  |                                               |                                               |                                               |   |             |                                      |                                      |                                      |  |  | Real Zamora                          | 2                                    | 2                                    |
|  |                                               |                                               | Sporting Canamy                               | 0 | 1           |                                      |                                      |                                      |  |  |                                      |                                      |                                      |
|  | Sahuayo                                       | 1                                             | 1                                             |   |             |                                      |                                      |                                      |  |  |                                      |                                      |                                      |
|  | Atlético San Luis                             | 1                                             | 0                                             |   |             |                                      |                                      |                                      |  |  |                                      |                                      |                                      |
|  | Atlético San Luis                             | 1                                             | 0                                             |   | Sahuayo     | 0                                    | 3                                    |                                      |  |  |                                      |                                      |                                      |
|  |                                               |                                               |                                               |   | Sahuayo     | 0                                    | 3                                    |                                      |  |  |                                      |                                      |                                      |
|  |                                               | Sporting Canamy                               | 2                                             | 2 |             |                                      |                                      |                                      |  |  |                                      |                                      |                                      |
|  | Sporting Canamy                               | Sporting Canamy                               | 2                                             | 2 | 2           | 1                                    |                                      |                                      |  |  |                                      |                                      |                                      |
|  | Sporting Canamy                               |                                               |                                               |   | 2           | 1                                    |                                      |                                      |  |  |                                      |                                      |                                      |
|  | Colibríes                                     | 2                                             | 1                                             |   |             |                                      |                                      |                                      |  |  |                                      |                                      |                                      |

### Cuartos de final
| 10 de abril, 16:00 | La Piedad     | 1:2     | Real Zamora                     | Estadio Juan Nepomuceno López, La Piedad |                                |
|                    | B. Galván 82' | Reporte | O. Ramos 29' · G. Rodríguez 68' | Asistencia: 1,650 espectadores           | Asistencia: 1,650 espectadores |

| 16 de abril, 16:00                                           | Real Zamora                                  | 3:0     | La Piedad | Unidad Deportiva El Chamizal, Zamora |                                |
|                                                              | O. Ramos 22' · J. Negrete 28' · A. Tello 82' | Reporte |           | Asistencia: 3,000 espectadores       | Asistencia: 3,000 espectadores |
| Con marcador global de 5-1, Real Zamora avanza a semifinales |                                              |         |           |                                      |                                |

| 10 de abril, 12:00 | Satélites    | 1:0     | Chetumal | Estadio Primero de Mayo, Tulancingo |                              |
|                    | R. Mejía 66' | Reporte |          | Asistencia: 500 espectadores        | Asistencia: 500 espectadores |

| 16 de abril, 16:00                                                                            | Chetumal           | 2:1     | Satélites      | Estadio 10 de Abril, Chetumal  |                                |
|                                                                                               | A. Flores 49', 50' | Reporte | J. Lazcano 44' | Asistencia: 1,860 espectadores | Asistencia: 1,860 espectadores |
| Pese a empatar 2-2 en el marcador global, Satélites avanza a semifinales por gol de visitante |                    |         |                |                                |                                |

| 8 de abril, 18:00 | Atlético San Luis | 1:1     | Sahuayo       | Estadio Antonio R. Márquez, San Juan de los Lagos |                              |
|                   | E. Gálvez 61'     | Reporte | G. Lozano 55' | Asistencia: 700 espectadores                      | Asistencia: 700 espectadores |

| 16 de abril, 17:00                                       | Sahuayo       | 1:0     | Atlético San Luis | Unidad Deportiva Municipal, Sahuayo |                                |
|                                                          | J. Galván 15' | Reporte |                   | Asistencia: 1,500 espectadores      | Asistencia: 1,500 espectadores |
| Con marcador global de 2-1, Sahuayo avanza a semifinales |               |         |                   |                                     |                                |

| 9 de abril, 16:00 | Colibríes            | 2:2     | Sporting Canamy             | Estadio La Loma, Malinalco   |                              |
|                   | E. Quintana 35', 44' | Reporte | V. Ávila 33' · S. Uribe 90' | Asistencia: 200 espectadores | Asistencia: 200 espectadores |

| 16 de abril, 16:00                                                                                    | Sporting Canamy | 1:1     | Colibríes     | Estadio Momoxco, Ciudad de México |                              |
| | M. Arrieta 76'  | Reporte | C. García 44' | Asistencia: 500 espectadores      | Asistencia: 500 espectadores |
| Pese a empatar 3-3 en el marcador global, Sporting Canamy avanza a semifinales por goles de visitante |                 |         |               |                                   |                              |

### Semifinales
| 20 de abril, 16:00 | Satélites       | 1:3     | Real Zamora                                       | Estadio Primero de Mayo, Tulancingo |                              |
|                    | R. Zendejas 87' | Reporte | A. Vázquez 71' · J. García 81' · M. Arredondo 89' | Asistencia: 700 espectadores        | Asistencia: 700 espectadores |

| 23 de abril, 16:00                                        | Real Zamora                                     | 3:3     | Satélites                                          | Unidad Deportiva El Chamizal, Zamora |                                |
|                                                           | G. Rodríguez 21' · O. Ramos 43' · J. García 80' | Reporte | R. Zendejas 9' · J. Lazcano 62' · M. Gutiérrez 71' | Asistencia: 3,000 espectadores       | Asistencia: 3,000 espectadores |
| Con marcador global de 6-4, Real Zamora avanza a la final |                                                 |         |                                                    |                                      |                                |

| 20 de abril, 16:00 | Sporting Canamy       | 2:0     | Sahuayo | Estadio Momoxco, Ciudad de México |                              |
|                    | V. Rodríguez 23', 73' | Reporte |         | Asistencia: 300 espectadores      | Asistencia: 300 espectadores |

| 23 de abril, 17:00                                            | Sahuayo                                    | 3:2     | Sporting Canamy                   | Unidad Deportiva Municipal, Sahuayo |                                |
|                                                               | C. Gil 37' · J. Gálvez 53' · A. Chávez 83' | Reporte | V. Rodríguez 71' · M. Arrieta 87' | Asistencia: 1,500 espectadores      | Asistencia: 1,500 espectadores |
| Con marcador global de 4-3, Sporting Canamy avanza a la final |                                            |         |                                   |                                     |                                |

### Final
| 28 de abril, 16:00 | Sporting Canamy | 0:2     | Real Zamora                   | Estadio Momoxco, Ciudad de México |                                |
|                    |                 | Reporte | O. Ramos 52' · A. Mendoza 90' | Asistencia: 1,000 espectadores    | Asistencia: 1,000 espectadores |

| 1 de mayo, 16:00                                                            | Real Zamora                     | 2:1     | Sporting Canamy  | Unidad Deportiva El Chamizal, Zamora |                                |
|                                                                             | O. Ramos 47' · G. Rodríguez 51' | Reporte | V. Rodríguez 24' | Asistencia: 5,000 espectadores       | Asistencia: 5,000 espectadores |
| Con marcador global de 4-1, Real Zamora es campeón del Torneo Clausura 2016 |                                 |         |                  |                                      |                                |

#### Final - Ida
| 1     | POR   | Daniel Valencia        |     |
| 3     | DEF   | Uriel Zuart            |     |
| 6     | DEF   | JOsé Guillermo Ramírez |     |
| 18    | DEF   | Hazael Lira            | 70' |
| 20    | DEF   | Vinicio Arrieta        |     |
| 14    | MED   | Luigy Espinosa         |     |
| 17    | MED   | Mauricio Serrano       | 49' |
| 27    | MED   | Arnulfo Ávila          |     |
| 72    | MED   | Aldo Uriel García      |     |
| 9     | DEL   | Esau Rodríguez         |     |
| 11    | DEL   | Marco Alejandro Plata  | 49' |
| D. T. | D. T. | Juan Carlos Rico       |     |

| 20    | POR   | Héctor Lomelí de Anda      |     |
| 3     | DEF   | Japheth Negrete            |     |
| 4     | DEF   | José Carlos Zárate         |     |
| 5     | DEF   | Iván Reyes Ayala           | 84' |
| 12    | DEF   | Víctor Jesús Fraga         |     |
| 19    | DEF   | César Arriaga              |     |
| 8     | MED   | Andrés Mendoza Rivera      |     |
| 13    | MED   | Carlos Magaña Luna         |     |
| 21    | MED   | Gustavo Rodríguez González |     |
| 22    | MED   | Jesús García Minguela      | 64' |
| 7     | DEL   | Óscar Ramos Reynaga        | 72' |
| D. T. | D. T. | Arturo Espinoza            |     |

| 60 | Centrocampista | Oswaldo Figueroa         | 49' |
| 30 | Centrocampista | Shamir Uribe             | 49' |
| 16 | Delantero      | Mario Alejandro González | 70' |

| 24 | Delantero      | Abraham Isaac Vázquez | 64' |
| 11 | Delantero      | Aarón Tello           | 72' |
| 26 | Centrocampista | Mauro Arredondo       | 84' |

| 52' · 92' | Óscar Ramos Reynaga Andrés Mendoza Rivera | 0:1 0:2 |

| 21' | Hazael Lira |

| 79' | José Carlos Zárate |

| Principal  | Juan Ramírez Tostado |
| Asistentes | José Daniel Sánchez  |
|            | Mayra Mora           |
| Cuarto     | Edgar Rangel         |

|                    |   |   |
| Tiros              | - | - |
| Tiros a puerta     | - | - |
| Faltas             | - | - |
| Saques de esquina  | - | - |
| Penaltis           | - | - |
| Fueras de juego    | - | - |
| Posesión del balón | % | % |

| Alineación inicial |

| 1     | POR   | Daniel Valencia        |     |
| 3     | DEF   | Uriel Zuart            |     |
| 6     | DEF   | JOsé Guillermo Ramírez |     |
| 18    | DEF   | Hazael Lira            | 70' |
| 20    | DEF   | Vinicio Arrieta        |     |
| 14    | MED   | Luigy Espinosa         |     |
| 17    | MED   | Mauricio Serrano       | 49' |
| 27    | MED   | Arnulfo Ávila          |     |
| 72    | MED   | Aldo Uriel García      |     |
| 9     | DEL   | Esau Rodríguez         |     |
| 11    | DEL   | Marco Alejandro Plata  | 49' |
| D. T. | D. T. | Juan Carlos Rico       |     |

| 20    | POR   | Héctor Lomelí de Anda      |     |
| 3     | DEF   | Japheth Negrete            |     |
| 4     | DEF   | José Carlos Zárate         |     |
| 5     | DEF   | Iván Reyes Ayala           | 84' |
| 12    | DEF   | Víctor Jesús Fraga         |     |
| 19    | DEF   | César Arriaga              |     |
| 8     | MED   | Andrés Mendoza Rivera      |     |
| 13    | MED   | Carlos Magaña Luna         |     |
| 21    | MED   | Gustavo Rodríguez González |     |
| 22    | MED   | Jesús García Minguela      | 64' |
| 7     | DEL   | Óscar Ramos Reynaga        | 72' |
| D. T. | D. T. | Arturo Espinoza            |     |

| 60 | Centrocampista | Oswaldo Figueroa         | 49' |
| 30 | Centrocampista | Shamir Uribe             | 49' |
| 16 | Delantero      | Mario Alejandro González | 70' |

| 24 | Delantero      | Abraham Isaac Vázquez | 64' |
| 11 | Delantero      | Aarón Tello           | 72' |
| 26 | Centrocampista | Mauro Arredondo       | 84' |

| 52' · 92' | Óscar Ramos Reynaga Andrés Mendoza Rivera | 0:1 0:2 |

| 21' | Hazael Lira |

| 79' | José Carlos Zárate |

| Principal  | Juan Ramírez Tostado |
| Asistentes | José Daniel Sánchez  |
|            | Mayra Mora           |
| Cuarto     | Edgar Rangel         |

|                    |   |   |
| Tiros              | - | - |
| Tiros a puerta     | - | - |
| Faltas             | - | - |
| Saques de esquina  | - | - |
| Penaltis           | - | - |
| Fueras de juego    | - | - |
| Posesión del balón | % | % |

| Alineación inicial |

| 1     | POR   | Daniel Valencia        |     |
| 3     | DEF   | Uriel Zuart            |     |
| 6     | DEF   | JOsé Guillermo Ramírez |     |
| 18    | DEF   | Hazael Lira            | 70' |
| 20    | DEF   | Vinicio Arrieta        |     |
| 14    | MED   | Luigy Espinosa         |     |
| 17    | MED   | Mauricio Serrano       | 49' |
| 27    | MED   | Arnulfo Ávila          |     |
| 72    | MED   | Aldo Uriel García      |     |
| 9     | DEL   | Esau Rodríguez         |     |
| 11    | DEL   | Marco Alejandro Plata  | 49' |
| D. T. | D. T. | Juan Carlos Rico       |     |

| 20    | POR   | Héctor Lomelí de Anda      |     |
| 3     | DEF   | Japheth Negrete            |     |
| 4     | DEF   | José Carlos Zárate         |     |
| 5     | DEF   | Iván Reyes Ayala           | 84' |
| 12    | DEF   | Víctor Jesús Fraga         |     |
| 19    | DEF   | César Arriaga              |     |
| 8     | MED   | Andrés Mendoza Rivera      |     |
| 13    | MED   | Carlos Magaña Luna         |     |
| 21    | MED   | Gustavo Rodríguez González |     |
| 22    | MED   | Jesús García Minguela      | 64' |
| 7     | DEL   | Óscar Ramos Reynaga        | 72' |
| D. T. | D. T. | Arturo Espinoza            |     |

| 60 | Centrocampista | Oswaldo Figueroa         | 49' |
| 30 | Centrocampista | Shamir Uribe             | 49' |
| 16 | Delantero      | Mario Alejandro González | 70' |

| 24 | Delantero      | Abraham Isaac Vázquez | 64' |
| 11 | Delantero      | Aarón Tello           | 72' |
| 26 | Centrocampista | Mauro Arredondo       | 84' |

| 52' · 92' | Óscar Ramos Reynaga Andrés Mendoza Rivera | 0:1 0:2 |

| 21' | Hazael Lira |

| 79' | José Carlos Zárate |

| Principal  | Juan Ramírez Tostado |
| Asistentes | José Daniel Sánchez  |
|            | Mayra Mora           |
| Cuarto     | Edgar Rangel         |

|                    |   |   |
| Tiros              | - | - |
| Tiros a puerta     | - | - |
| Faltas             | - | - |
| Saques de esquina  | - | - |
| Penaltis           | - | - |
| Fueras de juego    | - | - |
| Posesión del balón | % | % |

| Alineación inicial |

| 1     | POR   | Daniel Valencia        |     |
| 3     | DEF   | Uriel Zuart            |     |
| 6     | DEF   | JOsé Guillermo Ramírez |     |
| 18    | DEF   | Hazael Lira            | 70' |
| 20    | DEF   | Vinicio Arrieta        |     |
| 14    | MED   | Luigy Espinosa         |     |
| 17    | MED   | Mauricio Serrano       | 49' |
| 27    | MED   | Arnulfo Ávila          |     |
| 72    | MED   | Aldo Uriel García      |     |
| 9     | DEL   | Esau Rodríguez         |     |
| 11    | DEL   | Marco Alejandro Plata  | 49' |
| D. T. | D. T. | Juan Carlos Rico       |     |

| 20    | POR   | Héctor Lomelí de Anda      |     |
| 3     | DEF   | Japheth Negrete            |     |
| 4     | DEF   | José Carlos Zárate         |     |
| 5     | DEF   | Iván Reyes Ayala           | 84' |
| 12    | DEF   | Víctor Jesús Fraga         |     |
| 19    | DEF   | César Arriaga              |     |
| 8     | MED   | Andrés Mendoza Rivera      |     |
| 13    | MED   | Carlos Magaña Luna         |     |
| 21    | MED   | Gustavo Rodríguez González |     |
| 22    | MED   | Jesús García Minguela      | 64' |
| 7     | DEL   | Óscar Ramos Reynaga        | 72' |
| D. T. | D. T. | Arturo Espinoza            |     |

| 60 | Centrocampista | Oswaldo Figueroa         | 49' |
| 30 | Centrocampista | Shamir Uribe             | 49' |
| 16 | Delantero      | Mario Alejandro González | 70' |

| 24 | Delantero      | Abraham Isaac Vázquez | 64' |
| 11 | Delantero      | Aarón Tello           | 72' |
| 26 | Centrocampista | Mauro Arredondo       | 84' |

| 52' · 92' | Óscar Ramos Reynaga Andrés Mendoza Rivera | 0:1 0:2 |

| 21' | Hazael Lira |

| 79' | José Carlos Zárate |

| Principal  | Juan Ramírez Tostado |
| Asistentes | José Daniel Sánchez  |
|            | Mayra Mora           |
| Cuarto     | Edgar Rangel         |

|                    |   |   |
| Tiros              | - | - |
| Tiros a puerta     | - | - |
| Faltas             | - | - |
| Saques de esquina  | - | - |
| Penaltis           | - | - |
| Fueras de juego    | - | - |
| Posesión del balón | % | % |

| Alineación inicial |

#### Final - Vuelta
| 20    | POR   | Héctor Lomelí de Anda      |     |
| 3     | DEF   | Japheth Negrete            |     |
| 4     | DEF   | José Carlos Zárate         |     |
| 5     | DEF   | Iván Reyes Ayala           |     |
| 12    | DEF   | Jesús Fraga                |     |
| 19    | DEF   | César Arriaga              |     |
| 8     | MED   | Andrés Mendoza Rivera      |     |
| 13    | MED   | Carlos Magaña              |     |
| 21    | MED   | Gustavo Rodríguez González | 72' |
| 7     | DEL   | Óscar Ramos Reynaga        | 81' |
| 11    | DEL   | Aarón Tello                | 65' |
| D. T. | D. T. | Arturo Espinoza            |     |

| 1     | POR   | Daniel Valencia        |     |
| 3     | DEF   | Uriel Zuart            |     |
| 6     | DEF   | José Guillermo Ramírez |     |
| 20    | DEF   | Vinicio Arrieta        |     |
| 83    | DEF   | Bruno Arrieta          | 63' |
| 14    | MED   | Luigy Espinosa         |     |
| 27    | MED   | Víctor Ávila Fierro    |     |
| 30    | MED   | Shamir Uribe           | 54' |
| 60    | MED   | Oswaldo Figueroa       | 57' |
| 72    | MED   | Aldo Uriel García      |     |
| 9     | DEL   | Esau Rodríguez         |     |
| D. T. | D. T. | Juan Carlos Rico       |     |

| 22 | Centrocampista | Jesús García Minguela | 65' |
| 24 | Delantero      | Abraham Isaac Vázquez | 72' |
| 25 | Centrocampista | Azahed Guzmán         | 81' |

| 11 | Delantero      | Marco Alejandro Plata | 54' |
| 17 | Centrocampista | Mauricio Serrano      | 57' |
| 18 | Defensa        | Hazael Lira           | 63' |

| 47' · 51' | Óscar Ramos Reynaga Gustavo Rodríguez González | 1:1 2:1 |

| 24' | Esau Rodríguez | 0:1 |

| 48' | Óscar Ramos Reynaga |

| 45' | Víctor Ávila Fierro |

| Principal  | Raúl Medina Parra    |
| Asistentes | Luis Alfredo Escobar |
|            | Edgar Iván González  |
| Cuarto     | Edgardo Espejo       |

|                    |   |   |
| Tiros              | - | - |
| Tiros a puerta     | - | - |
| Faltas             | - | - |
| Saques de esquina  | - | - |
| Penaltis           | - | - |
| Fueras de juego    | - | - |
| Posesión del balón | % | % |

| Alineación inicial |

| 20    | POR   | Héctor Lomelí de Anda      |     |
| 3     | DEF   | Japheth Negrete            |     |
| 4     | DEF   | José Carlos Zárate         |     |
| 5     | DEF   | Iván Reyes Ayala           |     |
| 12    | DEF   | Jesús Fraga                |     |
| 19    | DEF   | César Arriaga              |     |
| 8     | MED   | Andrés Mendoza Rivera      |     |
| 13    | MED   | Carlos Magaña              |     |
| 21    | MED   | Gustavo Rodríguez González | 72' |
| 7     | DEL   | Óscar Ramos Reynaga        | 81' |
| 11    | DEL   | Aarón Tello                | 65' |
| D. T. | D. T. | Arturo Espinoza            |     |

| 1     | POR   | Daniel Valencia        |     |
| 3     | DEF   | Uriel Zuart            |     |
| 6     | DEF   | José Guillermo Ramírez |     |
| 20    | DEF   | Vinicio Arrieta        |     |
| 83    | DEF   | Bruno Arrieta          | 63' |
| 14    | MED   | Luigy Espinosa         |     |
| 27    | MED   | Víctor Ávila Fierro    |     |
| 30    | MED   | Shamir Uribe           | 54' |
| 60    | MED   | Oswaldo Figueroa       | 57' |
| 72    | MED   | Aldo Uriel García      |     |
| 9     | DEL   | Esau Rodríguez         |     |
| D. T. | D. T. | Juan Carlos Rico       |     |

| 22 | Centrocampista | Jesús García Minguela | 65' |
| 24 | Delantero      | Abraham Isaac Vázquez | 72' |
| 25 | Centrocampista | Azahed Guzmán         | 81' |

| 11 | Delantero      | Marco Alejandro Plata | 54' |
| 17 | Centrocampista | Mauricio Serrano      | 57' |
| 18 | Defensa        | Hazael Lira           | 63' |

| 47' · 51' | Óscar Ramos Reynaga Gustavo Rodríguez González | 1:1 2:1 |

| 24' | Esau Rodríguez | 0:1 |

| 48' | Óscar Ramos Reynaga |

| 45' | Víctor Ávila Fierro |

| Principal  | Raúl Medina Parra    |
| Asistentes | Luis Alfredo Escobar |
|            | Edgar Iván González  |
| Cuarto     | Edgardo Espejo       |

|                    |   |   |
| Tiros              | - | - |
| Tiros a puerta     | - | - |
| Faltas             | - | - |
| Saques de esquina  | - | - |
| Penaltis           | - | - |
| Fueras de juego    | - | - |
| Posesión del balón | % | % |

| Alineación inicial |

| 20    | POR   | Héctor Lomelí de Anda      |     |
| 3     | DEF   | Japheth Negrete            |     |
| 4     | DEF   | José Carlos Zárate         |     |
| 5     | DEF   | Iván Reyes Ayala           |     |
| 12    | DEF   | Jesús Fraga                |     |
| 19    | DEF   | César Arriaga              |     |
| 8     | MED   | Andrés Mendoza Rivera      |     |
| 13    | MED   | Carlos Magaña              |     |
| 21    | MED   | Gustavo Rodríguez González | 72' |
| 7     | DEL   | Óscar Ramos Reynaga        | 81' |
| 11    | DEL   | Aarón Tello                | 65' |
| D. T. | D. T. | Arturo Espinoza            |     |

| 1     | POR   | Daniel Valencia        |     |
| 3     | DEF   | Uriel Zuart            |     |
| 6     | DEF   | José Guillermo Ramírez |     |
| 20    | DEF   | Vinicio Arrieta        |     |
| 83    | DEF   | Bruno Arrieta          | 63' |
| 14    | MED   | Luigy Espinosa         |     |
| 27    | MED   | Víctor Ávila Fierro    |     |
| 30    | MED   | Shamir Uribe           | 54' |
| 60    | MED   | Oswaldo Figueroa       | 57' |
| 72    | MED   | Aldo Uriel García      |     |
| 9     | DEL   | Esau Rodríguez         |     |
| D. T. | D. T. | Juan Carlos Rico       |     |

| 22 | Centrocampista | Jesús García Minguela | 65' |
| 24 | Delantero      | Abraham Isaac Vázquez | 72' |
| 25 | Centrocampista | Azahed Guzmán         | 81' |

| 11 | Delantero      | Marco Alejandro Plata | 54' |
| 17 | Centrocampista | Mauricio Serrano      | 57' |
| 18 | Defensa        | Hazael Lira           | 63' |

| 47' · 51' | Óscar Ramos Reynaga Gustavo Rodríguez González | 1:1 2:1 |

| 24' | Esau Rodríguez | 0:1 |

| 48' | Óscar Ramos Reynaga |

| 45' | Víctor Ávila Fierro |

| Principal  | Raúl Medina Parra    |
| Asistentes | Luis Alfredo Escobar |
|            | Edgar Iván González  |
| Cuarto     | Edgardo Espejo       |

|                    |   |   |
| Tiros              | - | - |
| Tiros a puerta     | - | - |
| Faltas             | - | - |
| Saques de esquina  | - | - |
| Penaltis           | - | - |
| Fueras de juego    | - | - |
| Posesión del balón | % | % |

| Alineación inicial |

| 20    | POR   | Héctor Lomelí de Anda      |     |
| 3     | DEF   | Japheth Negrete            |     |
| 4     | DEF   | José Carlos Zárate         |     |
| 5     | DEF   | Iván Reyes Ayala           |     |
| 12    | DEF   | Jesús Fraga                |     |
| 19    | DEF   | César Arriaga              |     |
| 8     | MED   | Andrés Mendoza Rivera      |     |
| 13    | MED   | Carlos Magaña              |     |
| 21    | MED   | Gustavo Rodríguez González | 72' |
| 7     | DEL   | Óscar Ramos Reynaga        | 81' |
| 11    | DEL   | Aarón Tello                | 65' |
| D. T. | D. T. | Arturo Espinoza            |     |

| 1     | POR   | Daniel Valencia        |     |
| 3     | DEF   | Uriel Zuart            |     |
| 6     | DEF   | José Guillermo Ramírez |     |
| 20    | DEF   | Vinicio Arrieta        |     |
| 83    | DEF   | Bruno Arrieta          | 63' |
| 14    | MED   | Luigy Espinosa         |     |
| 27    | MED   | Víctor Ávila Fierro    |     |
| 30    | MED   | Shamir Uribe           | 54' |
| 60    | MED   | Oswaldo Figueroa       | 57' |
| 72    | MED   | Aldo Uriel García      |     |
| 9     | DEL   | Esau Rodríguez         |     |
| D. T. | D. T. | Juan Carlos Rico       |     |

| 22 | Centrocampista | Jesús García Minguela | 65' |
| 24 | Delantero      | Abraham Isaac Vázquez | 72' |
| 25 | Centrocampista | Azahed Guzmán         | 81' |

| 11 | Delantero      | Marco Alejandro Plata | 54' |
| 17 | Centrocampista | Mauricio Serrano      | 57' |
| 18 | Defensa        | Hazael Lira           | 63' |

| 47' · 51' | Óscar Ramos Reynaga Gustavo Rodríguez González | 1:1 2:1 |

| 24' | Esau Rodríguez | 0:1 |

| 48' | Óscar Ramos Reynaga |

| 45' | Víctor Ávila Fierro |

| Principal  | Raúl Medina Parra    |
| Asistentes | Luis Alfredo Escobar |
|            | Edgar Iván González  |
| Cuarto     | Edgardo Espejo       |

|                    |   |   |
| Tiros              | - | - |
| Tiros a puerta     | - | - |
| Faltas             | - | - |
| Saques de esquina  | - | - |
| Penaltis           | - | - |
| Fueras de juego    | - | - |
| Posesión del balón | % | % |

| Alineación inicial |

| Campeón Clausura 2016 |
| --------------------- |
|                       |
| Real Zamora           |
| 1.º Título            |